# EFIM
L'EFIM (Ente Partecipazioni e Finanziamento Industrie Manifatturiere, Holding de Participations et de Financement des Industries Manufacturières) est une ancienne holding du système des participations de l'État italien, créée en 1962.
Dans la galaxie des participations de l'État italien, l'EFIM arrivait au troisième rang et avait pour but, comme son nom l'indiquait, de promouvoir les initiatives industrielles surtout dans le Sud de l'Italie. Mais en fait EFIM ne gérait que quelques entreprises dont la plus importante était la Finanziaria Ernesto Breda, qui possédait la Società Italiana Ernesto Breda per Costruzioni Meccaniche — énorme groupe industriel qui touchait plusieurs secteurs comme l'armement, la mécanique et les chantiers navals. Breda disposait de plusieurs sites de fabrication à Sesto San Giovanni (Milan), Brescia et Roma.
Les activités de l'EFIM sont devenues très étendues jusqu'à inclure des entreprises du secteur verrier — SIV SpA — et même du tourisme. Les entreprises, comme souvent lorsque la manne publique dispose de fonds largement distribués, ne sont pas les plus productives, étaient souvent cédées au secteur privé qui les faisaient prospérer. Seules les sociétés trop peu rentables restaient en mains publiques et alimentaient le déficit de la holding.
Le fondateur de l'EFIM et qui en resta longtemps le président, fut Pietro Sette, un homme droit et disposant d'une grande expérience en matière financière et de direction d'entreprises en difficulté.
La liquidation de l'EFIM, qui fut décidée dans le cadre du démantèlement du secteur industriel public de l'État italien, fut particulièrement compliquée. Les secteurs qui étaient rentables comme l'armement et le verre furent rapidement revendus. Les autres sociétés ont été soit fermées soit ont nécessité l'injection de capitaux pour assainir leurs comptes et ensuite seulement être revendues.
Décidée en 1992, la fin des dernières cessions d'entreprises dépendant de l'EFIM ont été cédées en 1996.